# De umbris idearum
De umbris idearum (« De l'ombre des idées ») est un ouvrage en latin du philosophe Giordano Bruno publié à Paris en 1582 par le typographe E. Gourbin en un seul volume avec Ars memoriae (« L'art de la mémoire »). Considéré comme un traité de mnémonique, le volume est divisé en deux parties, la première de nature théorique et la seconde de nature pratique.

## Généralité
« Quest'ombra, pur non essendo verità, deriva tuttavia dalla verità e conduce alla verità; di conseguenza, non devi credere che in essa sia insito l'errore, ma che vi sia il nascondiglio del vero.
" Cette ombre, tout en n'étant pas la vérité, dérive néanmoins de la vérité et conduit à la vérité; par conséquent, il ne faut pas croire que l'erreur lui soit inhérente, mais plutôt qu'elle est une cachette pour la vérité." (Traduction libre) »

— « Bruno 2008 », quattordicesimo modo
L'ouvrage est dédié à Henri III de France, à la cour duquel Bruno séjourna en tant que membre du prestigieux collège des lecteurs royaux. Plus tard, Bruno dira aux inquisiteurs vénitiens que le roi l'avait appelé à la cour pour lui demander de démontrer ses capacités de mémoire, ce qu'il fit. L'art de mémoriser a une longue tradition, remontant à la Grèce antique et dont l'intérêt était particulièrement vif à cette époque.
Précédé de quatre poèmes et d'un dialogue introductif, dont les protagonistes sont Hermès, Philotimus et Logifer, De umbris est divisé en deux sections : Triginta intentiones umbrarum (« Trente manières de comprendre les ombres »), qui identifie les manières dont nous percevons les ombres, entendues comme des images de la réalité et Triginta conceptus idearum (« Sur les trente concepts d'idées »), où Bruno identifie le lien qui existe entre les idées et les ombres.
Pour le philosophe, l'univers est un corps unique, organiquement formé, avec un ordre précis qui structure chaque chose et la relie à toutes les autres. Le fondement de cet ordre sont les idées, principes éternels et immuables, toutes présentes dans l'esprit divin, mais qui sont comme ombragées et se séparent lorsqu'on cherche à les comprendre. Dans le cosmos, chaque entité est donc une imitation, une image, une ombre de la réalité idéale qui la gouverne. Reflétant en lui-même la structure de l'univers, l'esprit humain, qui possède en lui non pas les idées mais les ombres des idées, peut néanmoins atteindre la vraie connaissance, c'est-à-dire atteindre les idées elles-mêmes et les liens qui relient chaque chose entre elles, au-delà de la multiplicité de leurs éléments particuliers et de leur évolution dans le temps. Il s'agit donc d'essayer d'obtenir une méthode cognitive qui capte la complexité de la réalité, jusqu'à percevoir la structure idéale qui la soutient.
Cette méthode est basée sur l'art de la mémoire, dont la tâche est d'éviter la confusion générée par la multiplicité des images et de relier les images des choses à leurs concepts, représentant symboliquement toute la réalité. On comprend que Bruno est influencé par le Lullisme, ce courant initié par Ramon Lulle, philosophe et religieux catalan, considère l'art de la mémoire comme un système clarifiant de la réalité. L'intention de Bruno est de montrer que cet art n'est pas seulement un outil pour favoriser la mémoire, mais aussi un moyen qui, basé sur des principes métaphysiques, permet une compréhension de la réalité, la mnémotechnique et la gnoséologie étant interconnectées,.

## Le texte

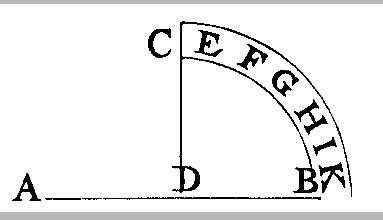
Illustration de la "Trentième Voie". Au point D, les sommets des angles infinis sont contenus en puissance lorsque C tend vers B, et donc au point C des actes infinis sont possibles, ce qui peut être vu aux points E, F, etc. Ce potentiel infini en D est une analogie géométrique avec laquelle Bruno montre comment l'"idée" de l'angle correspond à des "ombres" infinies.

Le corps du texte est précédé de quatre poèmes : Filoteo Giordano Bruno à son ami et lecteur érudit; Merlin à l'artiste; Merlin au juge sobre; Merlin au bon juge.
Dans le dialogue introductif, c'est Hermès qui présente le texte : il a le livre Ombres d'idées entre les mains, mais il ne sait pas s'il doit le révéler ou non. Philotimus et Logiferous discutent de la question avec des opinions contradictoires. Hermès conclut en disant que le livre est difficile à comprendre, qu'il concerne l'art de la mémoire mais qu'il ouvre aussi une voie vers autre chose. Au sein du dialogue, Philotimus représente la voix de l'auteur; Logifer joue le rôle d'un prétentieux qui prend position contre l'art de la mémoire, tandis qu'Hermès fait référence à Hermès Trismégiste, un personnage mythique considéré comme le fondateur d'un courant philosophique connu sous le nom d'hermétisme.
Dans la première partie, « Trente manières d'appréhender les ombres », l'auteur expose les similitudes et les différences entre l'ombre physique et l'ombre au sens de sa thèse. Dans la seconde partie, « Sur les trente concepts d'idées », il explique les différents types d'ombres, nous invitant à les concevoir d'abord dans un sens absolu, puis en relation avec les expositions présentées antérieurement.

## Contenu

### L'intellect et les idées
En remontant à Plotin, Bruno définit les « idées » comme des entités qui donnent forme à toutes les choses du monde (ces dernières étant en changement permanent). Ainsi, il est possible de remonter à l'idée initiale de n'importe quelle chose, même si nous ne sommes capable de percevoir que les "ombres" des idées. L'existence des idées implique l'exercice d'une volonté et n'est donc pas compatible avec le hasard : l'origine en est l'intellect primaire ou universel , qui a toutes les idées en lui et les génère continuellement. Les idées peuvent donc être considérées à la lumière si par « lumière » nous entendons l'intelligibilité, qui est précisément la qualité de l'intellect.

### Ombre et la connaissance
Le thème central de l'ouvrage est celui du caractère « ténébreux » de la connaissance humaine. Elle est vue comme une connaissance floue, imparfaite, intimement liée à l'autre, une connaissance du rapport entre ce qui est humain et ce qui est divin. Pour Bruno, entre l'homme et Dieu, il n'y a pas de proportion, et cette relation est analogue, d'un point de vue métaphysique, à celle qui existe entre l'ombre et la lumière, ou plutôt : entre l'ombre et l'idée :

« Non è infatti tanto potente la nostra natura da dimorare per sua capacità nello stesso campo del vero. [...] E quello che è vero e buono è unico e primo.
En effet, notre nature n’est pas assez puissante pour demeurer par sa capacité dans le même champ du vrai. [...] Et ce qui est vrai et bon est unique et premier (traduction libre) »

— « Bruno 2008 », primo modo

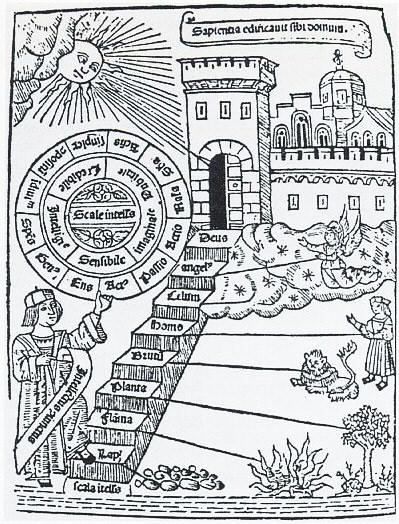
"L'échelle de descente et d'ascension", illustration de De ascensu et descensu intellectus, texte de Ramon Llull, 1512

Ce qui est vrai est donc unique : il s'agit de Dieu, l'intellect originel, celui qui génère des « idées » par le moyen de sa lumière absolue alors que le lieu où vit l'homme est celui des « ombres ». Une fois cette différence structurelle reconnue , l'ombre reste un moyen pour l'homme d'accéder à la connaissance, car bien qu'elle ne soit pas lumière, elle dérive de la lumière, et contient donc le chemin vers le divin, le vrai.
En effet, dans la « septième voie », Bruno écrit que même si toutes les choses infinies du monde descendent de l'unité de l'entité universelle, passant de la lumière vers les ténèbres, « rien n'empêche... les choses infimes d’être progressivement rappelées aux suprêmes. » Le lieu de rencontre de la lumière et des ténèbres est précisément l'ombre : « horizon du bien et du mal, du vrai et du faux ». La vision que donne l'ombre est donc imparfaite car elle n'est pas pleinement lumineuse, mais les choses du monde étant toutes interconnectées dans un « ordre admirable », l'art de la mémoire peut recréer artificiellement cet ensemble de connexions, permettant de restaurer la connaissance de cet ordre qui n'est normalement pas accessible.

### L'ordre universel
Comme nous l'avons vu, selon Bruno, les choses du monde dérivent des idées qui proviennent toutes de l'intellect universel. Puisque la source est unique, il en conclut que nécessairement toutes les choses du monde doivent porter la trace d'une matrice commune : « un seul ordre, un seul gouvernement ». Il pressent ainsi l'existence d'un ordre universel, une chaîne infinie de connexions qui unit tout comme sont unies les parties d'un même organisme. En interagissant avec les choses, nous percevons les ombres des idées, et en mémorisant notre esprit peut reconstruire l'ordre de l'unité originelle dont tout émane, c'est-à-dire le macrocosme. De même que l'ombre se place entre la nature et le divin, la mémoire se situe entre l'humain et l'intellect universel, nous permettant de gravir cette « chaîne d'or » entre la terre et le ciel, entre l'homme et Dieu.

## Autres projets
- Wikiquote contiene citazioni su De umbris idearum